# 1635
Il 1635 (MDCXXXV in numeri romani) è un anno  del XVII secolo.

## Eventi
- Prima rappresentazione della Medea di Pierre Corneille a Parigi
- 22 febbraio: Il cardinale Richelieu fonda l'Académie Française.
- 30 maggio – Guerra dei Trent'Anni: viene stipulata la Pace di Praga.

## Nati

### Gennaio
- 2 gennaio - Wilhelmus à Brakel, predicatore e teologo olandese († 1711)
- 5 gennaio - Carlo Musitano, medico, presbitero e scrittore italiano († 1714)
- 8 gennaio - Luis Manuel Fernández Portocarrero y Guzmán, cardinale e arcivescovo cattolico spagnolo († 1709)
- 10 gennaio - Alessandro Farnese, generale spagnolo († 1689)
- 13 gennaio - Philipp Jacob Spener, teologo tedesco († 1705)
- 25 gennaio - Daniel Casper von Lohenstein, drammaturgo tedesco († 1683)

### Febbraio
- 11 febbraio - Lorenzo Panciatichi, letterato italiano († 1676)
- 14 febbraio - René Gaultier de Varennes, militare francese († 1689)
- 15 febbraio - Rutger van Langervelt, architetto, matematico e pittore olandese († 1695)
- 18 febbraio - Johan Gyllenstierna, politico svedese († 1680)
- 22 febbraio - Vincenzo Rospigliosi, ammiraglio e nobile italiano († 1673)
- 25 febbraio - Valeriano di Nassau-Usingen, nobile tedesco († 1702)
- 27 febbraio - Fadrique Álvarez de Toledo y Ponce de León, militare spagnolo († 1705)

### Marzo
- 4 marzo - Emilia van Nassau-Beverweerd,  olandese († 1688)
- 10 marzo - Alberto Mugiasca, vescovo cattolico italiano († 1694)
- 15 marzo - Philipp Franz Eberhard von Dalberg, giudice e religioso tedesco († 1693)
- 15 marzo - Sulaiman Shikoh, principe indiano († 1662)
- 20 marzo - Elisabetta Amalia d'Assia-Darmstadt, nobildonna († 1709)
- 21 marzo - Francesco Alfonso Donnoli, scrittore, poeta e insegnante italiano († 1724)
- 31 marzo - Carlo Loffredo, arcivescovo cattolico italiano († 1701)

### Aprile
- 16 aprile - Frans van Mieris il Vecchio, pittore olandese († 1681)

### Maggio
- 1º maggio - Daniel Daniélis, compositore belga († 1696)
- 6 maggio - Johann Joachim Becher, alchimista e chimico tedesco († 1682)
- 9 maggio - Augusto di Schleswig-Holstein-Sonderburg-Plön-Norburg, nobile danese († 1699)
- 11 maggio - Giovanna Maddalena Gonzaga, nobildonna italiana († 1695)

### Giugno
- 2 giugno - Laurent d'Arvieux, viaggiatore francese († 1702)
- 3 giugno - Andrea Malinconico, pittore italiano († 1698)
- 3 giugno - Philippe Quinault, drammaturgo e librettista francese († 1688)
- 10 giugno - Federico Caccia, cardinale e arcivescovo cattolico italiano († 1699)
- 15 giugno - Bernardino Gentili il Vecchio, ceramista italiano († 1683)
- 18 giugno - Manuel de la Torre y Gutiérrez, arcivescovo cattolico spagnolo († 1694)

### Luglio
- 10 luglio - Nicholas De Mayer, politico tedesco († 1691)
- 10 luglio - Maria Benigna Francesca di Sassonia-Lauenburg, nobile sassone († 1701)
- 16 luglio - Innocenzo Milliavacca, vescovo cattolico italiano († 1714)
- 18 luglio - Robert Hooke, fisico, biologo e geologo inglese († 1703)
- 19 luglio - Francine Descartes,  francese († 1640)
- 23 luglio - Adam Dollard des Ormeaux, militare francese († 1660)
- 29 luglio - Cristiano Ludovico di Waldeck, nobile tedesco († 1706)

### Agosto
- 25 agosto - Francesco Stringa, pittore italiano († 1709)
- 30 agosto - Pieter Spierinckx, pittore fiammingo († 1711)

### Settembre
- 8 settembre - Paolo I Esterházy, militare e compositore ungherese († 1713)

### Ottobre
- 3 ottobre - Isabella d'Este, duchessa italiana († 1666)
- 6 ottobre - Francesco Paglia, pittore e critico d'arte italiano († 1714)
- 7 ottobre - Roger de Piles, pittore, critico d'arte e diplomatico francese († 1709)

### Novembre
- 1º novembre - Johann Michael Vansleb, teologo e linguista tedesco († 1679)
- 15 novembre - Margherita Violante di Savoia, principessa italiana († 1663)
- 27 novembre - Madame de Maintenon, nobile francese († 1719)

### Dicembre
- 9 dicembre - Francesco Beverini, poeta e librettista italiano
- 19 dicembre - Gabrio Giuseppe Serbelloni, I duca di San Gabrio, militare, politico e duca italiano († 1712)
- 21 dicembre - Carlo Gibertoni, artigiano italiano
- 24 dicembre - Giuseppe Rosa, arcivescovo cattolico italiano († 1694)
- 28 dicembre - Elisabetta Stuart, nobile britannica († 1650)

### Senza giorno specificato
- Zanabazar, monaco buddhista e scultore mongolo († 1723)
- Claude Amèline, teologo francese († 1708)
- Claudio José Vicente Antolínez, pittore spagnolo († 1676)
- Thomas Betterton, attore teatrale inglese († 1710)
- Federico Bianchi, pittore italiano († 1719)
- Sebastiano Bombelli, pittore italiano († 1719)
- Nicolò Bon, numismatico italiano († 1712)
- Gian Giacomo Bornini, pittore italiano († 1700)
- Frans van Bossuit, scultore fiammingo († 1692)
- Thomas Burnet, teologo inglese († 1715)
- Giuseppe Campani, ottico, astronomo e inventore italiano († 1715)
- Francesco Antonio Carafa, arcivescovo cattolico italiano († 1692)
- Carlo Antonio Carlone, architetto italiano († 1708)
- Charles-Jean-François Chéron, medaglista francese († 1698)
- Thomas Colepeper, II barone Colepeper, politico inglese († 1689)
- Giuseppe Colombi, compositore e musicista italiano († 1694)
- Domenico Cucci, ebanista e incisore italiano († 1704)
- Adriaan Dortsman, architetto olandese († 1682)
- Flavia Durand, pittrice italiana († 1715)
- Vincenzo Durazzo, doge italiano († 1724)
- Fernando Fajardo y Álvarez de Toledo, nobile spagnolo († 1693)
- Charles-François Félix, medico e chirurgo francese († 1703)
- Antonio Giorgetti, scultore italiano († 1669)
- Jan van Glabbeeck, pittore olandese († 1686)
- Nicholas van Hoorn, mercante e pirata olandese († 1683)
- Fazıl Ahmed Köprülü, militare ottomano († 1676)
- Giovan Battista Langetti, pittore italiano († 1676)
- Stefano Magnasco, pittore italiano
- Pietro Migali, compositore e violinista italiano († 1715)
- Francesco Moneti, francescano, astronomo e letterato italiano († 1712)
- Henry Morgan, pirata, corsaro e ammiraglio gallese († 1688)
- Antonio Fausto Naironi, scrittore, presbitero e orientalista libanese († 1707)
- Federico Panza, pittore italiano († 1705)
- Ramon Perellos y Roccaful, militare spagnolo († 1720)
- Joseph Roëttiers, medaglista francese († 1703)
- Louis de Rohan, nobile francese († 1674)
- Agostino Santagostino, pittore italiano († 1706)
- Pietro Santi Bartoli, pittore, antiquario e incisore italiano († 1700)
- Peder Griffenfeld, politico danese († 1699)
- Auke Stellingwerf, ammiraglio olandese († 1665)
- Johann Christoph Sturm, fisico tedesco († 1703)
- Francesco Terriesi, diplomatico italiano († 1715)
- Jean-Baptiste Tuby, scultore francese († 1700)
- Pier Francesco Varchesi, pittore italiano († 1715)
- Henri de Montfaucon de Villars, scrittore francese († 1673)
- Abraham van Dijck, pittore olandese († 1680)

## Morti

### Gennaio
- 4 gennaio - Elisabetta di Lorena, principessa francese (n. 1574)
- 9 gennaio - Cesare Bartolelli, vescovo cattolico italiano
- 16 gennaio - Mariana de Jesús Torres, religiosa ecuadoriana (n. 1563)
- 31 gennaio - Willem Duyster, pittore e disegnatore olandese (n. 1599)

### Febbraio
- 5 febbraio - Niceforo Melisseno Comneno, arcivescovo cattolico, grecista e letterato greco (n. 1577)
- 16 febbraio - Gonzalo Fernández de Córdoba, generale e duca spagnolo (n. 1585)
- 19 febbraio - Franco Burgersdijk, logico olandese (n. 1590)

### Marzo
- 14 marzo - Celestino Colleoni, storico e predicatore italiano (n. 1568)

### Aprile
- 10 aprile - Elin Ulfsdotter Snakenborg, nobildonna svedese (n. 1549)
- 13 aprile - Fakhr al-Din II, principe libanese (n. 1572)
- 22 aprile - Roberto Ubaldini, cardinale e vescovo cattolico italiano (n. 1581)
- 25 aprile - Giulio Federico di Württemberg-Weiltingen, duca (n. 1588)
- 25 aprile - Alessandro Tassoni, scrittore e poeta italiano (n. 1565)
- 27 aprile - Antonio Zapata y Cisneros, cardinale spagnolo (n. 1550)

### Maggio
- 2 maggio - Horace Vere, generale inglese (n. 1565)
- 17 maggio - Domenico Robusti, pittore italiano (n. 1560)

### Giugno
- 6 giugno - Heinrich Schickhardt, architetto, gesuita e ingegnere tedesco (n. 1558)
- 8 giugno - Giovanni Francesco di Sales, vescovo cattolico francese (n. 1578)
- 9 giugno - Juan Domínguez Palermo, militare e politico spagnolo (n. 1560)
- 14 giugno - Christian Erbach, compositore e organista tedesco
- 22 giugno - Giovanni Giacomo Staserio, gesuita, matematico e astronomo italiano (n. 1565)
- 23 giugno - Giovanni Bonifacio, scrittore, giurista e storiografo italiano (n. 1547)
- 23 giugno - Giovan Giorgio Cesarini, nobile italiano (n. 1590)

### Luglio
- 12 luglio - Agostino Oreggi, cardinale e arcivescovo cattolico italiano (n. 1577)
- 15 luglio - Luke Foxe, esploratore britannico (n. 1586)
- 16 luglio - Francisco Romero, arcivescovo cattolico italiano (n. 1596)
- 24 luglio - Hans Ulrich von Schaffgotsch, generale boemo (n. 1595)
- 27 luglio - Şehzade Bayezid, principe ottomano (n. 1612)
- 27 luglio - Şehzade Süleyman, principe ottomano

### Agosto
- 7 agosto - Friedrich Spee, gesuita e scrittore tedesco (n. 1591)
- 9 agosto - Giovanni II del Palatinato-Zweibrücken, nobile (n. 1584)
- 17 agosto - Francisco de Moncada, diplomatico, militare e scrittore spagnolo (n. 1586)
- 24 agosto - Egon VIII di Fürstenberg-Heiligenberg, nobile e generale tedesco (n. 1588)
- 27 agosto - Lope de Vega, scrittore, poeta e drammaturgo spagnolo (n. 1562)

### Settembre
- 6 settembre - Metius, matematico olandese (n. 1571)
- 10 settembre - Johann Faulhaber, matematico, ingegnere e architetto tedesco (n. 1580)
- 22 settembre - Franchoys Elout, pittore olandese (n. 1589)
- 23 settembre - Antonio Bruni, poeta italiano (n. 1593)
- 26 settembre - Michelangelo Cinganelli, pittore italiano (n. 1558)

### Ottobre
- 7 ottobre - Francesco Brunelli, intagliatore italiano (n. 1572)
- 8 ottobre - Lotario Conti, II duca di Poli e Guadagnolo, nobile, militare e diplomatico italiano
- 10 ottobre - Johann Ulrich Steigleder, organista e compositore tedesco (n. 1593)
- 24 ottobre - Wilhelm Schickard, scienziato tedesco (n. 1592)

### Novembre
- 13 novembre - Paul Laymann, gesuita e giurista tedesco (n. 1574)
- 13 novembre - Troilo IV de' Rossi, condottiero italiano (n. 1601)
- 14 novembre - Thomas Parr,  inglese
- 22 novembre - Peter Uffenbach, medico e editore tedesco (n. 1566)

### Dicembre
- 6 dicembre - Niccolò Aggiunti, matematico italiano (n. 1600)
- 9 dicembre - Sofia di Sassonia, principessa sassone (n. 1587)
- 23 dicembre - Battistello Caracciolo, pittore italiano (n. 1578)
- 23 dicembre - Giovanni Ambrogio Mazenta, religioso e architetto italiano (n. 1565)
- 25 dicembre - Samuel de Champlain, esploratore, cartografo e scrittore francese (n. 1567)
- 28 dicembre - Pietro Bini, presbitero e educatore italiano (n. 1593)

### Senza giorno specificato
- Reza Abbasi, miniaturista e pittore persiano (n. 1565)
- Camillo Berlinghieri, pittore italiano
- Sigismondo I Bertacchi, storico italiano (n. 1564)
- Jacques Callot, incisore francese (n. 1592)
- Abraham Cohen de Herrera, teologo e filosofo portoghese (n. 1570)
- Giovanni Battista Crescenzi, pittore italiano (n. 1577)
- Urbano Feliceo, vescovo cattolico italiano (n. 1582)
- Francesco Lauri, pittore italiano (n. 1610)
- Jan Linsen, pittore olandese (n. 1602)
- Paolo Mancini, nobile e militare italiano (n. 1580)
- John Mason, politico britannico (n. 1586)
- Miyabe Nagafusa, militare giapponese (n. 1581)
- Joos de Momper il Giovane, pittore fiammingo (n. 1564)
- Willem van Nieulandt, pittore, incisore e poeta fiammingo (n. 1584)
- Giulio Pace, giurista e filosofo italiano (n. 1550)
- Giulio Parigi, architetto, matematico e incisore italiano (n. 1571)
- Thomas Randolph, poeta e drammaturgo inglese (n. 1605)
- Thomas Ravenscroft, compositore inglese (n. 1582)
- Jean de Schelandre, drammaturgo francese (n. 1584)
- Anthony Shirley, nobile, avventuriero e diplomatico inglese (n. 1565)
- Sōma Yoshitane, militare giapponese (n. 1548)
- Gabriele Zinani, letterato, poeta e drammaturgo italiano (n. 1557)
- Antonio de Mattheis, vescovo cattolico italiano (n. 1572)
- Isaac de Razilly, navigatore francese (n. 1587)
- Pedro de las Cuevas, pittore spagnolo (n. 1568)
- Domenico de' Marini, patriarca cattolico italiano

## Calendario
| Calendario 1635 | Calendario 1635 | Calendario 1635 | Calendario 1635 | Calendario 1635 | Calendario 1635 | Calendario 1635 | Calendario 1635 | Calendario 1635 | Calendario 1635 | Calendario 1635 | Calendario 1635 | Calendario 1635 | Calendario 1635 | Calendario 1635 | Calendario 1635 | Calendario 1635 | Calendario 1635 | Calendario 1635 | Calendario 1635 | Calendario 1635 | Calendario 1635 | Calendario 1635 | Calendario 1635 | Calendario 1635 | Calendario 1635 | Calendario 1635 | Calendario 1635 | Calendario 1635 | Calendario 1635 | Calendario 1635 | Calendario 1635 | Calendario 1635 |
| --------------- | --------------- | --------------- | --------------- | --------------- | --------------- | --------------- | --------------- | --------------- | --------------- | --------------- | --------------- | --------------- | --------------- | --------------- | --------------- | --------------- | --------------- | --------------- | --------------- | --------------- | --------------- | --------------- | --------------- | --------------- | --------------- | --------------- | --------------- | --------------- | --------------- | --------------- | --------------- | --------------- |
|                 | 1               | 2               | 3               | 4               | 5               | 6               | 7               | 8               | 9               | 10              | 11              | 12              | 13              | 14              | 15              | 16              | 17              | 18              | 19              | 20              | 21              | 22              | 23              | 24              | 25              | 26              | 27              | 28              | 29              | 30              | 31              |                 |
| Gennaio         | Lu              | Ma              | Me              | Gi              | Ve              | Sa              | Do              | Lu              | Ma              | Me              | Gi              | Ve              | Sa              | Do              | Lu              | Ma              | Me              | Gi              | Ve              | Sa              | Do              | Lu              | Ma              | Me              | Gi              | Ve              | Sa              | Do              | Lu              | Ma              | Me              |                 |
| Febbraio        | Gi              | Ve              | Sa              | Do              | Lu              | Ma              | Me              | Gi              | Ve              | Sa              | Do              | Lu              | Ma              | Me              | Gi              | Ve              | Sa              | Do              | Lu              | Ma              | Me              | Gi              | Ve              | Sa              | Do              | Lu              | Ma              | Me              |                 |                 |                 |                 |
| Marzo           | Gi              | Ve              | Sa              | Do              | Lu              | Ma              | Me              | Gi              | Ve              | Sa              | Do              | Lu              | Ma              | Me              | Gi              | Ve              | Sa              | Do              | Lu              | Ma              | Me              | Gi              | Ve              | Sa              | Do              | Lu              | Ma              | Me              | Gi              | Ve              | Sa              |                 |
| Aprile          | Do              | Lu              | Ma              | Me              | Gi              | Ve              | Sa              | Do              | Lu              | Ma              | Me              | Gi              | Ve              | Sa              | Do              | Lu              | Ma              | Me              | Gi              | Ve              | Sa              | Do              | Lu              | Ma              | Me              | Gi              | Ve              | Sa              | Do              | Lu              |                 |                 |
| Maggio          | Ma              | Me              | Gi              | Ve              | Sa              | Do              | Lu              | Ma              | Me              | Gi              | Ve              | Sa              | Do              | Lu              | Ma              | Me              | Gi              | Ve              | Sa              | Do              | Lu              | Ma              | Me              | Gi              | Ve              | Sa              | Do              | Lu              | Ma              | Me              | Gi              |                 |
| Giugno          | Ve              | Sa              | Do              | Lu              | Ma              | Me              | Gi              | Ve              | Sa              | Do              | Lu              | Ma              | Me              | Gi              | Ve              | Sa              | Do              | Lu              | Ma              | Me              | Gi              | Ve              | Sa              | Do              | Lu              | Ma              | Me              | Gi              | Ve              | Sa              |                 |                 |
| Luglio          | Do              | Lu              | Ma              | Me              | Gi              | Ve              | Sa              | Do              | Lu              | Ma              | Me              | Gi              | Ve              | Sa              | Do              | Lu              | Ma              | Me              | Gi              | Ve              | Sa              | Do              | Lu              | Ma              | Me              | Gi              | Ve              | Sa              | Do              | Lu              | Ma              |                 |
| Agosto          | Me              | Gi              | Ve              | Sa              | Do              | Lu              | Ma              | Me              | Gi              | Ve              | Sa              | Do              | Lu              | Ma              | Me              | Gi              | Ve              | Sa              | Do              | Lu              | Ma              | Me              | Gi              | Ve              | Sa              | Do              | Lu              | Ma              | Me              | Gi              | Ve              |                 |
| Settembre       | Sa              | Do              | Lu              | Ma              | Me              | Gi              | Ve              | Sa              | Do              | Lu              | Ma              | Me              | Gi              | Ve              | Sa              | Do              | Lu              | Ma              | Me              | Gi              | Ve              | Sa              | Do              | Lu              | Ma              | Me              | Gi              | Ve              | Sa              | Do              |                 |                 |
| Ottobre         | Lu              | Ma              | Me              | Gi              | Ve              | Sa              | Do              | Lu              | Ma              | Me              | Gi              | Ve              | Sa              | Do              | Lu              | Ma              | Me              | Gi              | Ve              | Sa              | Do              | Lu              | Ma              | Me              | Gi              | Ve              | Sa              | Do              | Lu              | Ma              | Me              |                 |
| Novembre        | Gi              | Ve              | Sa              | Do              | Lu              | Ma              | Me              | Gi              | Ve              | Sa              | Do              | Lu              | Ma              | Me              | Gi              | Ve              | Sa              | Do              | Lu              | Ma              | Me              | Gi              | Ve              | Sa              | Do              | Lu              | Ma              | Me              | Gi              | Ve              |                 |                 |
| Dicembre        | Sa              | Do              | Lu              | Ma              | Me              | Gi              | Ve              | Sa              | Do              | Lu              | Ma              | Me              | Gi              | Ve              | Sa              | Do              | Lu              | Ma              | Me              | Gi              | Ve              | Sa              | Do              | Lu              | Ma              | Me              | Gi              | Ve              | Sa              | Do              | Lu              |                 |